# エウヘニオ・レアル
エウヘニオ・レアル・バルガス（Eugenio Leal Vargas、1954年5月13日 - ）は、スペイン・カスティーリャ・ラ・マンチャ州カリーチェス出身の元同国代表サッカー選手。ポジションはMF。

## クラブ経歴
1971年、アトレティコ・マドリードでプロデビュー。プロデビュー後2シーズンは、出場機会に恵まれず、1973-74シーズンに[[[スポルティング・デ・ヒホン]]へとレンタル移籍をした。レンタルバック後から次第に出場機会を増やし始め、1976-77シーズンにはリーグ戦33試合に出場してクラブのラ・リーガ優勝に貢献した。1978-79シーズンのマドリードダービーにて、フラン・ソルのタックルを受けたレアルは、右膝の前十字靭帯を断裂する重傷を負い、復帰した1979-80シーズンも低調なパフォーマンスに終わり、その後は出場機会が激減。1982年にクラブを退団した。
1982年7月、フリーで当時セグンダ・ディビシオンに在籍していたCEサバデルへと移籍した。しかし、シーズン2試合の出場にとどまり、クラブもシーズン終了後にテルセーラ・ディビシオンへと降格した。1983年、30歳で現役を引退した。

## 代表経歴
1977年4月16日、1978 FIFAワールドカップ予選のルーマニア代表戦にてスペイン代表デビューを果たした。その1978 FIFAワールドカップ本大会では、レギュラーとしてプレーしてグループステージ全3試合に出場した。

## 個人成績

### クラブ
| クラブ                        | シーズン     | リーグ戦               | リーグ戦 | リーグ戦 | 国王杯 | 国王杯 | 国際大会 | 国際大会 | 合計 | 合計 |
| クラブ                        | シーズン     | ディヴィジョン         | 出場     | 得点     | 出場   | 得点   | 出場     | 得点     | 出場 | 得点 |
| ----------------------------- | ------------ | ---------------------- | -------- | -------- | ------ | ------ | -------- | -------- | ---- | ---- |
| アトレティコ・マドリード      | 1971-72      | ラ・リーガ             | 8        | 0        | 0      | 0      | -        | -        | 8    | 0    |
| アトレティコ・マドリード      | 1972-73      | ラ・リーガ             | 9        | 1        | 0      | 0      | 1        | 0        | 10   | 1    |
| アトレティコ・マドリード      | 1974-75      | ラ・リーガ             | 24       | 1        | 7      | 1      | 3        | 1        | 34   | 3    |
| アトレティコ・マドリード      | 1975-76      | ラ・リーガ             | 32       | 8        | 9      | 1      | 4        | 0        | 44   | 9    |
| アトレティコ・マドリード      | 1976-77      | ラ・リーガ             | 33       | 3        | 2      | 0      | 8        | 2        | 44   | 4    |
| アトレティコ・マドリード      | 1977-78      | ラ・リーガ             | 30       | 4        | 4      | 1      | 5        | 0        | 39   | 5    |
| アトレティコ・マドリード      | 1978-79      | ラ・リーガ             | 17       | 5        | 4      | 1      | -        | -        | 21   | 6    |
| アトレティコ・マドリード      | 1979-80      | ラ・リーガ             | 24       | 2        | 6      | 0      | 2        | 0        | 32   | 2    |
| アトレティコ・マドリード      | 1980-81      | ラ・リーガ             | 4        | 0        | 3      | 0      | -        | -        | 7    | 0    |
| アトレティコ・マドリード      | 1981-82      | ラ・リーガ             | 4        | 0        | 4      | 0      | -        | -        | 8    | 0    |
| アトレティコ・マドリード      | クラブ通算   | クラブ通算             | 185      | 24       | 39     | 4      | 23       | 3        | 253  | 31   |
| スポルティング・ヒホン (loan) | 1973-74      | ラ・リーガ             | 23       | 4        | 6      | 0      | -        | -        | 29   | 4    |
| CEサバデル                    | 1982-83      | セグンダ・ディビシオン | 2        | 0        | 0      | 0      | -        | -        | 2    | 0    |
| キャリア通算                  | キャリア通算 | キャリア通算           | 210      | 28       | 45     | 4      | 23       | 3        | 278  | 35   |

### 代表
出場大会
- スペイン代表

1978年 - 1978 FIFAワールドカップ（グループステージ敗退）
試合数
- 国際Aマッチ 13試合 1得点（1977年 - 1978年）

| スペイン代表 | 国際Aマッチ | 国際Aマッチ |
| 年           | 出場        | 得点        |
| ------------ | ----------- | ----------- |
| 年           | 試          | 点          |
| 1977         | 4           | 1           |
| 1978         | 9           | 0           |
| 通算         | 13          | 1           |

## タイトル

### クラブ
アトレティコ・マドリード
- ラ・リーガ : 2回 (1972-73, 1976-77)
- コパ・デル・レイ : 1回 (1975-76)
- インターコンチネンタルカップ : 1回 (1974)